# Gais 1941/1942
Fotbollsklubben Gais spelade säsongen 1941/1942 åter i allsvenskan efter att året innan ha vunnit Division II Västra och därefter ett kval mot Halmstad BK. Gais slutade som nykomling på en sensationell andraplats i serien och bärgade det stora silvret efter IFK Göteborg. Sven "Jack" Jacobsson vann den allsvenska skytteligan med sina 20 mål på 22 matcher.
I svenska cupen, som hade premiär 1941, gick Gais till kvartsfinal.

## Inför säsongen
Efter tre år i andradivisionen hade Gais byggt ett nytt, slagkraftigt lag. Man hade ett starkt försvar, med målvakten Nils "Nippe" Johansson, som hade slagit igenom under kvalmatcherna mot Halmstad på försommaren 1941, och framför honom återfanns bröderna Rolf och Arne Gustafsson som försvarare samt en halvbackskedja bestående av Folke Lind, Sixten "Tjärpapp" Rosenqvist och Gustaf Andersson. Framför dessa hade man en anfallskedja med bland andra Sven "Jack" Jacobsson, Göte "Knubben" Sjösten och Rune Östling. De tre sistnämnda kom att göra hela 37 av lagets 46 allsvenska mål under säsongen.
Gaisarna beviljades också i högre utsträckning än tidigare år permission från militären för att spela, och Göte Sjösten lyckades rentav få sin beredskap flyttad till Göteborg.

## Allsvenskan

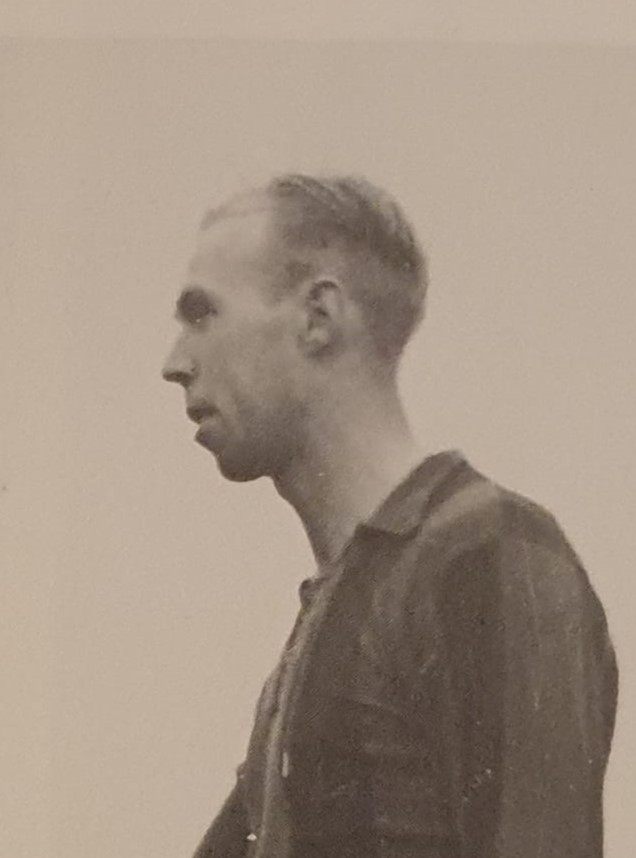
Sven "Jack" Jacobsson blev hela allsvenskans skyttekung med 20 mål och blev även landslagsman igen, efter att ha varit borta sedan 1939.

### Höstsäsongen
I seriespelet visade Gais direkt hög allsvensk klass. Man fick i inledningen av säsongen oavgjort mot storlagen Degerfors IF och Malmö FF, och pressen skrev: "Nu har den gamla Gårdakvarnen börjat mala igen." En 0–3-förlust i derbyt mot IFK Göteborg, följt av en cupmatchförlust mot Degerfors med samma siffror blott två dagar senare, tycktes inte störa laget, som studsade tillbaka med 4–1 hemma mot Gårda BK och 6–3 hemma mot Landskrona BoIS. I september togs Sven "Jack" Jacobsson, som vid det laget hade gjort nio mål på lika många tävlingsmatcher, ut som centerforward i landslaget, efter att ha varit borta från landslagsspel sedan 1939. I oktober spelade Gais ut serieledande IFK Norrköping, med landslagsbröderna Oskar "Masse" och Erik "Mulle" Holmqvist, på Ullevi. Inför en rekordpublik på 12 279 personer vann Gais med 5–2. Till vinteruppehållet låg Gais på fjärde plats i serien.

### Vinteruppehållet
I november togs tre gaisare – Göte Sjösten, Sven Jacobsson och Rune Östling – ut till en sydsvensk fotbollskombination, som mitt under brinnande krig mötte en nordtysk dito i Hamburg och förlorade med 2–3. I januari spelades en inomhusturnering mellan de tre klubbarna i Göteborgsalliansen i Mässhallen, med tre matcher om 2 x 25 minuter. Gais slog Örgryte med 11–4 men förlorade mot IFK med 2–7, och turneringen vanns av IFK Göteborg, som även slog Öis med 6–3. I denna turnering dök Erik Bergqvist från Gårda BK upp i Gais trupp; han spelade även i en träningsmatch mot Örgryte i slutet av mars 1942 (1–0) och en träningsmatch mot Degerfors IF i början av april (0–3), och ansågs allmänt som värvad till Gais, men han skulle enligt tidens bestämmelser inte bli spelklar i allsvenskan förrän den 9 juni 1942 och återvände senare under våren till Gårda utan att ha spelat någon tävlingsmatch för Gais. Under vinteruppehållet förlorade Gais anfallaren Vilgot Bengtsson, som under hösten hade spelat sex allsvenska matcher som högerytter, till Örgryte. I Triangelserien mot de övriga två klubbarna i Göteborgsalliansen förlorade Gais mot IFK med 1–6 och spelade 1–1 mot Öis, och slutade tvåa.

### Vårsäsongen
Allsvenskans vårsäsong inleddes med en 3–0-seger borta mot Landskrona BoIS. Helgen därpå förlorade man dock med 1–0 borta mot Malmö FF, följt av en överraskande 2–1-förlust hemma mot jumbon Reymersholms IK. Därefter spelade dock Gais upp sig; bara två dagar efter Reymersmatchen bortaslog man IFK Norrköping med klara 3–1, och när Gais sedan derbyslog IFK Göteborg med 3–1 inför en ny rekordpublik på 13 701 åskådare slog Göteborgspressen på stora trumman och skrev att Gais kunde skriva historia genom att bli det första lag som gick direkt från andradivisionen till att bli svenska mästare. Den drömmen sprack dock efter två 2–1-förluster mot Gårda BK och IF Elfsborg, trots vad som beskrevs som "vårens bästa spel". Klubben slutade till sist på andra plats, fyra poäng efter IFK, men hade gjort en lysande comeback i allsvenskan. Jacobsson vann allsvenskans skytteliga på 20 mål, fyra före Leif Larsson i IFK Göteborg, som dock missade flera matcher under våren.
Efter säsongen togs fyra gaisare ut i pressens lag som mötte landslaget den 19 juni: Arne Gustafsson, Sixten Rosenqvist, Sven Jacobsson och Göte Sjösten. Jacobsson gjorde ett mål i matchen, som slutade 5–3 till landslaget.

### Tabell
| Nr | Lag                  | S  | V  | O | F  | GM | IM | MS  | P  |
| -- | -------------------- | -- | -- | - | -- | -- | -- | --- | -- |
| 1  | IFK Göteborg         | 22 | 14 | 3 | 5  | 48 | 29 | +19 | 31 |
| 2  | Gais (U)             | 22 | 10 | 7 | 5  | 46 | 31 | +15 | 27 |
| 3  | IFK Norrköping       | 22 | 12 | 2 | 8  | 50 | 35 | +15 | 26 |
| 4  | Hälsingborgs IF (RM) | 22 | 11 | 4 | 7  | 42 | 27 | +15 | 26 |
| 5  | Malmö FF             | 22 | 9  | 7 | 6  | 37 | 33 | +4  | 25 |
| 6  | Degerfors IF         | 22 | 9  | 5 | 8  | 43 | 35 | +8  | 23 |
| 7  | IF Elfsborg          | 22 | 8  | 6 | 8  | 35 | 29 | +6  | 22 |
| 8  | Gårda BK             | 22 | 9  | 4 | 9  | 34 | 46 | −12 | 22 |
| 9  | AIK                  | 22 | 7  | 7 | 8  | 37 | 34 | +3  | 21 |
| 10 | Sandvikens IF        | 22 | 6  | 3 | 13 | 27 | 45 | −18 | 15 |
| 11 | Landskrona BoIS      | 22 | 5  | 4 | 13 | 22 | 47 | −25 | 14 |
| 12 | Reymersholms IK (U)  | 22 | 4  | 4 | 14 | 27 | 57 | −30 | 12 |

### Seriematcher
| 1     | 20 juli 1941 | Degerfors IF       | 1 – 1           | Gais                | Stora Valla                                                |                                                            |
| 16:30 | 16:30        | Gunnar Nordahl 20′ | (1 – 0) Rapport | 50′ Helmer Lundgren | Degerfors Publik: 2 200 Domare: Sölve Flisberg, Norrköping | Degerfors Publik: 2 200 Domare: Sölve Flisberg, Norrköping |
| 16:30 | 16:30        |                    |                 |                     | Degerfors Publik: 2 200 Domare: Sölve Flisberg, Norrköping | Degerfors Publik: 2 200 Domare: Sölve Flisberg, Norrköping |
| 16:30 | 16:30        |                    |                 |                     | Degerfors Publik: 2 200 Domare: Sölve Flisberg, Norrköping | Degerfors Publik: 2 200 Domare: Sölve Flisberg, Norrköping |

| 2 | 3 augusti 1941 | Gais            | 1 – 1           | Malmö FF             | Ullevi                                               |                                                      |
|   |                | Göte Sjösten 6′ | (1 – 0) Rapport | 51′ Sture Mårtensson | Göteborg Publik: 4 012 Domare: F. Grönberg, Karlstad | Göteborg Publik: 4 012 Domare: F. Grönberg, Karlstad |
|   |                |                 |                 |                      | Göteborg Publik: 4 012 Domare: F. Grönberg, Karlstad | Göteborg Publik: 4 012 Domare: F. Grönberg, Karlstad |
|   |                |                 |                 |                      | Göteborg Publik: 4 012 Domare: F. Grönberg, Karlstad | Göteborg Publik: 4 012 Domare: F. Grönberg, Karlstad |

| 3     | 10 augusti 1941 | Reymersholms IK  | 1 – 2           | Gais                               | Råsunda                                            |                                                    |
| 18:00 | 18:00           | Åke Bäckström 6′ | (1 – 1) Rapport | 7′ Sven Jacobsson 85′ Göte Sjösten | Solna Publik: 5 411 Domare: Erik Grankvist, Örebro | Solna Publik: 5 411 Domare: Erik Grankvist, Örebro |
| 18:00 | 18:00           |                  |                 |                                    | Solna Publik: 5 411 Domare: Erik Grankvist, Örebro | Solna Publik: 5 411 Domare: Erik Grankvist, Örebro |
| 18:00 | 18:00           |                  |                 |                                    | Solna Publik: 5 411 Domare: Erik Grankvist, Örebro | Solna Publik: 5 411 Domare: Erik Grankvist, Örebro |

| 4 | 15 augusti 1941 | IFK Göteborg                         | 3 – 0           | Gais | Ullevi                                                 |                                                        |
|   |                 | Gunnar Gren 43′, 88′ Arne Nyberg 52′ | (1 – 0) Rapport |      | Göteborg Publik: 9 260 Domare: Rudolf Eklöw, Stockholm | Göteborg Publik: 9 260 Domare: Rudolf Eklöw, Stockholm |
|   |                 |                                      |                 |      | Göteborg Publik: 9 260 Domare: Rudolf Eklöw, Stockholm | Göteborg Publik: 9 260 Domare: Rudolf Eklöw, Stockholm |
|   |                 |                                      |                 |      | Göteborg Publik: 9 260 Domare: Rudolf Eklöw, Stockholm | Göteborg Publik: 9 260 Domare: Rudolf Eklöw, Stockholm |

| 5 | 22 augusti 1941 | Gais                                             | 4 – 1           | Gårda BK             | Ullevi                                                   |                                                          |
|   |                 | Henry Andersson 43′ Sven Jacobsson 53′, 81′, 88′ | (1 – 1) Rapport | 33′ Gunnar Bengtsson | Göteborg Publik: 2 373 Domare: Erik Jansson, Kvarnsveden | Göteborg Publik: 2 373 Domare: Erik Jansson, Kvarnsveden |
|   |                 |                                                  |                 |                      | Göteborg Publik: 2 373 Domare: Erik Jansson, Kvarnsveden | Göteborg Publik: 2 373 Domare: Erik Jansson, Kvarnsveden |
|   |                 |                                                  |                 |                      | Göteborg Publik: 2 373 Domare: Erik Jansson, Kvarnsveden | Göteborg Publik: 2 373 Domare: Erik Jansson, Kvarnsveden |

| 6 | 7 september 1941 | Gais                                                               | 6 – 3           | Landskrona BoIS                                             | Ullevi                                                    |                                                           |
|   |                  | Rune Östling 18′, ?′ Göte Sjösten 46′, 73′ Sven Jacobsson 52′, 65′ | (2 – 2) Rapport | 15′ Arne Nilsson ?′ (sjm.) Arne Gustafsson ?′ Kurt Bergsten | Göteborg Publik: 4 139 Domare: Ivar Gustavsson, Stockholm | Göteborg Publik: 4 139 Domare: Ivar Gustavsson, Stockholm |
|   |                  |                                                                    |                 |                                                             | Göteborg Publik: 4 139 Domare: Ivar Gustavsson, Stockholm | Göteborg Publik: 4 139 Domare: Ivar Gustavsson, Stockholm |
|   |                  |                                                                    |                 |                                                             | Göteborg Publik: 4 139 Domare: Ivar Gustavsson, Stockholm | Göteborg Publik: 4 139 Domare: Ivar Gustavsson, Stockholm |

| 7 | 21 september 1941 | Sandvikens IF                        | 2 – 3           | Gais                                     | Jernvallen                                             |                                                        |
|   |                   | 80′ A. Bryngelsson 82′ Olle Källgren | (0 – 2) Rapport | 15′, 65′ Sven Jacobsson 20′ Göte Sjösten | Sandviken Publik: 2 373 Domare: W. Svensson, Stockholm | Sandviken Publik: 2 373 Domare: W. Svensson, Stockholm |
|   |                   |                                      |                 |                                          | Sandviken Publik: 2 373 Domare: W. Svensson, Stockholm | Sandviken Publik: 2 373 Domare: W. Svensson, Stockholm |
|   |                   |                                      |                 |                                          | Sandviken Publik: 2 373 Domare: W. Svensson, Stockholm | Sandviken Publik: 2 373 Domare: W. Svensson, Stockholm |

| 8 | 28 september 1941 | Gais               | 1 – 1           | IF Elfsborg       | Ullevi                                                      |                                                             |
|   |                   | Sven Jacobsson 25′ | (1 – 0) Rapport | 58′ Sven Jonasson | Göteborg Publik: 7 528 Domare: Ragnar Eriksson, Katrineholm | Göteborg Publik: 7 528 Domare: Ragnar Eriksson, Katrineholm |
|   |                   |                    |                 |                   | Göteborg Publik: 7 528 Domare: Ragnar Eriksson, Katrineholm | Göteborg Publik: 7 528 Domare: Ragnar Eriksson, Katrineholm |
|   |                   |                    |                 |                   | Göteborg Publik: 7 528 Domare: Ragnar Eriksson, Katrineholm | Göteborg Publik: 7 528 Domare: Ragnar Eriksson, Katrineholm |

| 9 | 12 oktober 1941 | Gais                                                              | 5 – 2           | IFK Norrköping                   | Ullevi                                        |                                               |
|   |                 | Rune Östling 4′, 52′, 77′ Vilgot Bengtsson 24′ Sven Jacobsson 38′ | (3 – 1) Rapport | 42′ H. Carlbom 83′ S. Pettersson | Göteborg Publik: 12 279 Domare: Dalner, Malmö | Göteborg Publik: 12 279 Domare: Dalner, Malmö |
|   |                 |                                                                   |                 |                                  | Göteborg Publik: 12 279 Domare: Dalner, Malmö | Göteborg Publik: 12 279 Domare: Dalner, Malmö |
|   |                 |                                                                   |                 |                                  | Göteborg Publik: 12 279 Domare: Dalner, Malmö | Göteborg Publik: 12 279 Domare: Dalner, Malmö |

| 10 | 26 oktober 1941 | Gais               | 1 – 1           | Degerfors IF           | Ullevi                                   |                                          |
|    |                 | Sven Jacobsson 82′ | (0 – 0) Rapport | 63′ Bengt Benjaminsson | Göteborg Publik: 5 571 Domare: Erik Fast | Göteborg Publik: 5 571 Domare: Erik Fast |
|    |                 |                    |                 |                        | Göteborg Publik: 5 571 Domare: Erik Fast | Göteborg Publik: 5 571 Domare: Erik Fast |
|    |                 |                    |                 |                        | Göteborg Publik: 5 571 Domare: Erik Fast | Göteborg Publik: 5 571 Domare: Erik Fast |

| 11    | 9 november 1941 | AIK                                 | 2 – 2           | Gais                  | Råsunda                                                      |                                                              |
| 13:30 | 13:30           | John Anderberg 74′ Erik Persson 79′ | (0 – 1) Rapport | 43′, 75′ Rune Östling | Stockholm Publik: 1 589 Domare: John O. Nilsson, Hälsingborg | Stockholm Publik: 1 589 Domare: John O. Nilsson, Hälsingborg |
| 13:30 | 13:30           |                                     |                 |                       | Stockholm Publik: 1 589 Domare: John O. Nilsson, Hälsingborg | Stockholm Publik: 1 589 Domare: John O. Nilsson, Hälsingborg |
| 13:30 | 13:30           |                                     |                 |                       | Stockholm Publik: 1 589 Domare: John O. Nilsson, Hälsingborg | Stockholm Publik: 1 589 Domare: John O. Nilsson, Hälsingborg |

| 12 | 19 april 1942 | Landskrona BoIS | 0 – 3           | Gais                                 | Landskrona IP                                               |                                                             |
|    |               |                 | (0 – 0) Rapport | 48′, 52′ Sven Jacobsson Rune Östling | Landskrona Publik: 2 180 Domare: Sölve Flisberg, Norrköping | Landskrona Publik: 2 180 Domare: Sölve Flisberg, Norrköping |
|    |               |                 |                 |                                      | Landskrona Publik: 2 180 Domare: Sölve Flisberg, Norrköping | Landskrona Publik: 2 180 Domare: Sölve Flisberg, Norrköping |
|    |               |                 |                 |                                      | Landskrona Publik: 2 180 Domare: Sölve Flisberg, Norrköping | Landskrona Publik: 2 180 Domare: Sölve Flisberg, Norrköping |

| 13 | 26 april 1942 | Malmö FF           | 1 – 0           | Gais | Malmö IP                                          |                                                   |
|    |               | Gustaf Nilsson 19′ | (1 – 0) Rapport |      | Malmö Publik: 5 600 Domare: A. Nilsson, Uddevalla | Malmö Publik: 5 600 Domare: A. Nilsson, Uddevalla |
|    |               |                    |                 |      | Malmö Publik: 5 600 Domare: A. Nilsson, Uddevalla | Malmö Publik: 5 600 Domare: A. Nilsson, Uddevalla |
|    |               |                    |                 |      | Malmö Publik: 5 600 Domare: A. Nilsson, Uddevalla | Malmö Publik: 5 600 Domare: A. Nilsson, Uddevalla |

| 14 | 1 maj 1942 | Gais               | 1 – 2           | Reymersholms IK                       | Ullevi                                            |                                                   |
|    |            | Sven Jacobsson 15′ | (1 – 1) Rapport | 29′ Herbert Nordlund 60′ Stig Jansson | Göteborg Publik: 4 783 Domare: N. Malm, Huskvarna | Göteborg Publik: 4 783 Domare: N. Malm, Huskvarna |
|    |            |                    |                 |                                       | Göteborg Publik: 4 783 Domare: N. Malm, Huskvarna | Göteborg Publik: 4 783 Domare: N. Malm, Huskvarna |
|    |            |                    |                 |                                       | Göteborg Publik: 4 783 Domare: N. Malm, Huskvarna | Göteborg Publik: 4 783 Domare: N. Malm, Huskvarna |

| 15 | 3 maj 1942 | IFK Norrköping  | 1 – 3           | Gais                                            | Idrottsparken                                          |                                                        |
|    |            | Sven Persson 2′ | (1 – 1) Rapport | 43′ Göte Sjösten 50′ (str.), 86′ Sven Jacobsson | Norrköping Publik: 4 821 Domare: Eric Malmström, Malmö | Norrköping Publik: 4 821 Domare: Eric Malmström, Malmö |
|    |            |                 |                 |                                                 | Norrköping Publik: 4 821 Domare: Eric Malmström, Malmö | Norrköping Publik: 4 821 Domare: Eric Malmström, Malmö |
|    |            |                 |                 |                                                 | Norrköping Publik: 4 821 Domare: Eric Malmström, Malmö | Norrköping Publik: 4 821 Domare: Eric Malmström, Malmö |

| 16 | 10 maj 1942 | Gais               | 1 – 1           | Hälsingborgs IF     | Ullevi                                              |                                                     |
|    |             | Sven Jacobsson 41′ | (1 – 0) Rapport | 76′ Bertil Thompson | Göteborg Publik: 6 923 Domare: T. Eriksson, Ludvika | Göteborg Publik: 6 923 Domare: T. Eriksson, Ludvika |
|    |             |                    |                 |                     | Göteborg Publik: 6 923 Domare: T. Eriksson, Ludvika | Göteborg Publik: 6 923 Domare: T. Eriksson, Ludvika |
|    |             |                    |                 |                     | Göteborg Publik: 6 923 Domare: T. Eriksson, Ludvika | Göteborg Publik: 6 923 Domare: T. Eriksson, Ludvika |

| 17 | 17 maj 1942 | Hälsingborgs IF | 0 – 2           | Gais                                 | Olympia                                                  |                                                          |
|    |             |                 | (0 – 1) Rapport | 27′ Göte Sjösten 48′ Helmer Lundgren | Hälsingborg Publik: 5 989 Domare: K. Jalmarsson, Varberg | Hälsingborg Publik: 5 989 Domare: K. Jalmarsson, Varberg |
|    |             |                 |                 |                                      | Hälsingborg Publik: 5 989 Domare: K. Jalmarsson, Varberg | Hälsingborg Publik: 5 989 Domare: K. Jalmarsson, Varberg |
|    |             |                 |                 |                                      | Hälsingborg Publik: 5 989 Domare: K. Jalmarsson, Varberg | Hälsingborg Publik: 5 989 Domare: K. Jalmarsson, Varberg |

| 18 | 22 maj 1942 | Gais                                      | 3 – 1           | IFK Göteborg       | Ullevi                                                    |                                                           |
|    |             | Arne Gustafsson 18′ Rune Östling 47′, 82′ | (1 – 0) Rapport | 76′ Åke Samuelsson | Göteborg Publik: 13 701 Domare: Ville Svensson, Stockholm | Göteborg Publik: 13 701 Domare: Ville Svensson, Stockholm |
|    |             |                                           |                 |                    | Göteborg Publik: 13 701 Domare: Ville Svensson, Stockholm | Göteborg Publik: 13 701 Domare: Ville Svensson, Stockholm |
|    |             |                                           |                 |                    | Göteborg Publik: 13 701 Domare: Ville Svensson, Stockholm | Göteborg Publik: 13 701 Domare: Ville Svensson, Stockholm |

| 19 | 29 maj 1942 | Gårda BK                             | 2 – 1           | Gais               | Ullevi                                                  |                                                         |
|    |             | Henning Pålsson 16′ Stig Löfgren 51′ | (1 – 0) Rapport | 73′ Sven Jacobsson | Göteborg Publik: 7 104 Domare: R. Eriksson, Katrineholm | Göteborg Publik: 7 104 Domare: R. Eriksson, Katrineholm |
|    |             |                                      |                 |                    | Göteborg Publik: 7 104 Domare: R. Eriksson, Katrineholm | Göteborg Publik: 7 104 Domare: R. Eriksson, Katrineholm |
|    |             |                                      |                 |                    | Göteborg Publik: 7 104 Domare: R. Eriksson, Katrineholm | Göteborg Publik: 7 104 Domare: R. Eriksson, Katrineholm |

| 20 | 3 juni 1942 | IF Elfsborg                       | 2 – 1           | Gais               | Ryavallen                                           |                                                     |
|    |             | Axel Stenholm 17′ Evert Grahn 66′ | (1 – 0) Rapport | 72′ Erik Niklasson | Borås Publik: 4 891 Domare: Rudolf Eklöw, Stockholm | Borås Publik: 4 891 Domare: Rudolf Eklöw, Stockholm |
|    |             |                                   |                 |                    | Borås Publik: 4 891 Domare: Rudolf Eklöw, Stockholm | Borås Publik: 4 891 Domare: Rudolf Eklöw, Stockholm |
|    |             |                                   |                 |                    | Borås Publik: 4 891 Domare: Rudolf Eklöw, Stockholm | Borås Publik: 4 891 Domare: Rudolf Eklöw, Stockholm |

| 21 | 7 juni 1942 | Gais                                             | 3 – 1           | Sandvikens IF       | Ullevi                                            |                                                   |
|    |             | Sven Jacobsson 1′ (str.) Erik Niklasson 28′, 36′ | (3 – 0) Rapport | 77′ Bertil Ericsson | Göteborg Publik: 6 865 Domare: E. Skoog, Halmstad | Göteborg Publik: 6 865 Domare: E. Skoog, Halmstad |
|    |             |                                                  |                 |                     | Göteborg Publik: 6 865 Domare: E. Skoog, Halmstad | Göteborg Publik: 6 865 Domare: E. Skoog, Halmstad |
|    |             |                                                  |                 |                     | Göteborg Publik: 6 865 Domare: E. Skoog, Halmstad | Göteborg Publik: 6 865 Domare: E. Skoog, Halmstad |

| 22 | 14 juni 1942 | Gais                                 | 2 – 2           | AIK                                  | Ullevi                                              |                                                     |
|    |              | Sven Jacobsson 8′ Erik Niklasson 36′ | (2 – 0) Rapport | 70′ Nils Bergström 76′ Åke Andersson | Göteborg Publik: 5 143 Domare: E. Andersson, Örebro | Göteborg Publik: 5 143 Domare: E. Andersson, Örebro |
|    |              |                                      |                 |                                      | Göteborg Publik: 5 143 Domare: E. Andersson, Örebro | Göteborg Publik: 5 143 Domare: E. Andersson, Örebro |
|    |              |                                      |                 |                                      | Göteborg Publik: 5 143 Domare: E. Andersson, Örebro | Göteborg Publik: 5 143 Domare: E. Andersson, Örebro |

## Svenska cupen
Denna säsong gjorde svenska cupen premiär, efter flera år utan cupspel sedan svenska mästerskapet lagts ner 1925. Gais slog i första omgången Karlskoga IF med 5–3 efter förlängning, efter att ha legat under med 2–1 i halvtid och bara nått 2–2 vid full tid. I andra omgången besegrade man Sandvikens AIK med 3–1, innan man åkte ur efter 0–3 i kvartsfinalen mot Degerfors IF i en match som spelades bara två dagar efter klubbens derbymatch mot IFK Göteborg i allsvenskan, och där elva trötta gaisare ledda av målvakten Nils "Nippe" Johansson höll ut till den 80:e minuten innan Degerfors fick in sitt första mål.

### Matcher
|       | 13 juli 1941 | Karlskoga IF | 3 – 5 (e.fl.) | Gais                                           | Karlskoga IP          |                       |
| 15:00 | 15:00        |              | (2 – 1)       | Henry Andersson Sven Jacobsson Helmer Lundgren | Karlskoga Publik: 750 | Karlskoga Publik: 750 |
| 15:00 | 15:00        |              |               |                                                | Karlskoga Publik: 750 | Karlskoga Publik: 750 |
| 15:00 | 15:00        |              |               |                                                | Karlskoga Publik: 750 | Karlskoga Publik: 750 |

|       | 27 juli 1941 | Gais                                                   | 3 – 1           | Sandvikens AIK    | Ullevi                                          |                                                 |
| 18:00 | 18:00        | Göte Sjösten 5′ Sven Jacobsson 25′ Helmer Lundgren 61′ | (2 – 1) Rapport | 10′ Stig Eriksson | Göteborg Publik: 3 649 Domare: Malmström, Malmö | Göteborg Publik: 3 649 Domare: Malmström, Malmö |
| 18:00 | 18:00        |                                                        |                 |                   | Göteborg Publik: 3 649 Domare: Malmström, Malmö | Göteborg Publik: 3 649 Domare: Malmström, Malmö |
| 18:00 | 18:00        |                                                        |                 |                   | Göteborg Publik: 3 649 Domare: Malmström, Malmö | Göteborg Publik: 3 649 Domare: Malmström, Malmö |

|  | 17 augusti 1941 | Gais | 0 – 3           | Degerfors IF                             | Ullevi                                                       |                                                              |
|  |                 |      | (0 – 0) Rapport | 80′ Olle Åhlund 84′, 85′ K. E. Jacobsson | Göteborg Publik: 6 246 Domare: Verner Johansson, Hälsingborg | Göteborg Publik: 6 246 Domare: Verner Johansson, Hälsingborg |
|  |                 |      |                 |                                          | Göteborg Publik: 6 246 Domare: Verner Johansson, Hälsingborg | Göteborg Publik: 6 246 Domare: Verner Johansson, Hälsingborg |
|  |                 |      |                 |                                          | Göteborg Publik: 6 246 Domare: Verner Johansson, Hälsingborg | Göteborg Publik: 6 246 Domare: Verner Johansson, Hälsingborg |

## Spelarstatistik
Gais kunde för första gången på många år spela med stor kontinuitet under en hel säsong, och använde bara 15 spelare i allsvenskan.

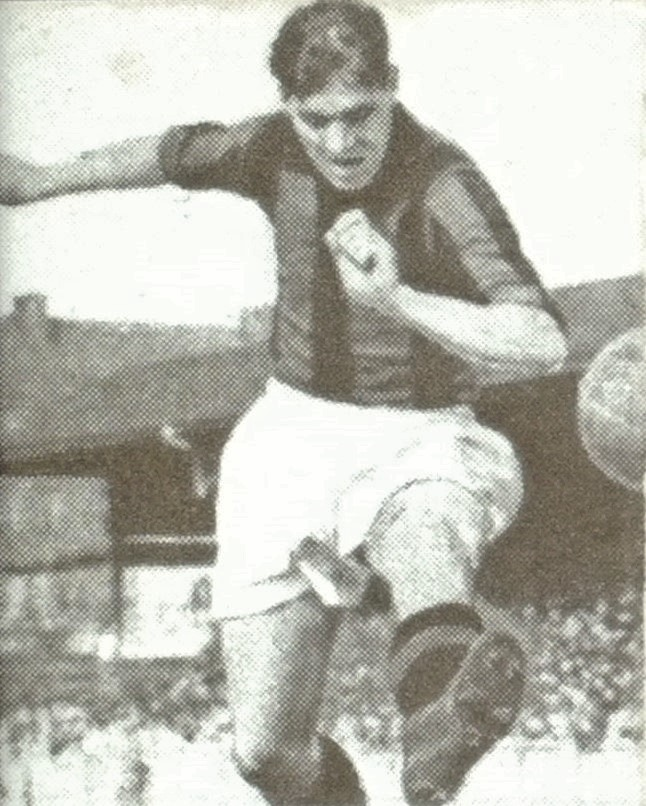
Rolf Gustafsson gjorde sin första allsvenska säsong för Gais. Han debuterade för klubben i division II säsongen 1939/1940, och spelade i Gais ända till 1951.

| Spelare                 | Matcher | Mål |
| ----------------------- | ------- | --- |
| Sven Jacobsson          | 22      | 20  |
| Göte Sjösten            | 22      | 7   |
| Arne Gustafsson         | 22      | 1   |
| Gustaf Andersson        | 22      |     |
| Nils Johansson (mv)     | 22      |     |
| Sixten Rosenqvist       | 22      |     |
| Rune Östling            | 21      | 10  |
| Helmer Lundgren         | 21      | 2   |
| Rolf Gustafsson         | 21      |     |
| Folke Lind              | 20      |     |
| Erik Niklasson          | 8       | 4   |
| Vilgot Bengtsson        | 6       | 1   |
| Åke Schön               | 6       |     |
| Henry Andersson/Antfors | 5       | 1   |
| Bertil Sernros          | 2       |     |